# Rane supreme
Rane supreme — сорок первый студийный альбом итальянской певицы Мины, выпущенный в 1987 году на лейбле PDU.

## Об альбоме
По традиции, на первом в первой части альбома Мина представляет свои интерпретации песен других исполнителей. Среди них: «Nessun dolore» Лучио Баттисти, в данной песне певица демонстрирует свой широкий голосовой диапазон, «Sorry Seems to Be the Hardest Word» Элтона Джона и «Careless Whisper» Джорджа Майкла.
Как обычно релиз альбома состоялся осенью, вновь двойным альбомом на виниле и в двух частях на других носителях. Альбом вошёл в первую пятёрку чарта в Италии, а также занял 16 место в годовом рейтинге альбомов.
За запись данной пластинки Мина получила приз «Targa Tenco» как лучшая исполнительница.

## Список композиций
| №  | Название                             | Автор(ы)                               | Длительность |
| -- | ------------------------------------ | -------------------------------------- | ------------ |
| 1. | «Careless Whisper»                   | Джордж Майкл, Эндрю Риджли             | 6:06         |
| 2. | «Nessun dolore»                      | Могол, Лучио Баттисти                  | 4:16         |
| 3. | «Gloria»                             | Леон Рене                              | 2:55         |
| 4. | «Luna lunera»                        | Тони Ферго                             | 4:00         |
| 5. | «Scrivimi»                           | Энрико Фрати, Джованни Раймондо        | 4:47         |
| 6. | «My Cherie Amour»                    | Генри Косби, Стиви Уандер, Сильвия Мой | 3:14         |
| 7. | «Sorry Seems to Be the Hardest Word» | Элтон Джон, Берни Топин                | 3:51         |
| 8. | «You Make Me Feel Brand New»         | Линда Крид, Том Белл                   | 5:17         |

| №   | Название              | Автор(ы)                                 | Длительность |
| --- | --------------------- | ---------------------------------------- | ------------ |
| 1.  | «Proprio come sei»    | Самуэле Черри, Массимилиано Пани         | 4:05         |
| 2.  | «Mappamondo»          | Валентино Альфано, Марио Робианни        | 3:20         |
| 3.  | «Per avere te»        | Джорджо Калабрезе, Карло Пес             | 5:33         |
| 4.  | «Ma chi è quello lì»  | Мишель Шембри, Джузеппе Черичиа          | 4:24         |
| 5.  | «Mi manchi tu»        | Джорджо Калабрезе, Джанфранко Форначьяри | 4:42         |
| 6.  | «Serpenti»            | Самуэле Черри, Массимилиано Пани         | 3:24         |
| 7.  | «Tu vuoi lei»         | Оскар Авогадро, Альберто Радиус          | 4:17         |
| 8.  | «Tu con me»           | Джанкарло Колоннелло, Луиджи Альбертелли | 3:49         |
| 9.  | «Certo su di me»      | Массимилиано Пани, Альберто Де Мартини   | 4:27         |
| 10. | «Legittime curiosità» | Джорджо Калабрезе, Сальваторе Витале     | 5:19         |

## Чарты
| Чарт (1987)              | Пиковая позиция |
| ------------------------ | --------------- |
| Италия (Musica e dischi) | 5               |

| Чарт (1987)              | Позиция |
| ------------------------ | ------- |
| Италия (Musica e dischi) | 16      |